# Totally Accurate Battle Simulator
Totally Accurate Battle Simulator (TABS) — це стратегічна відеогра на основі фізики, розроблена та опублікована Landfall Games. Альфа-версія гри спочатку була випущена у 2016 році для невеликої аудиторії. Гра була випущена в ранньому доступі в Steam 1 квітня 2019 року для Microsoft Windows і macOS, а в грудні 2019 року для Xbox One. З того часу він отримав численні безкоштовні оновлення назв, які додали новий вміст, наприклад карти та одиниці, на додаток до виправлення помилок і покращення продуктивності. Повністю гра була випущена 1 квітня 2021 року для Microsoft Windows і macOS і 5 жовтня 2021 року для гравців Xbox. Порт Nintendo Switch був випущений у листопаді 2022 року. Зараз розробляються версії для Android та iOS.

## Ігровий процес
Totally Accurate Battle Simulator – це бойовий симулятор ragdoll, заснований на фізиці. Гра складається з двох основних режимів: кампанії та пісочниці. У першому випадку гравцям надається обмежена кількість внутрішньоігрових грошей для створення армії, щоб перемогти ворожу силу. В останньому немає грошового обмеження, і гравці будують обидві армії. Дві протиборчі армії можуть розташуватися на протилежних сторонах карти або одна може оточити іншу. Як тільки гравець натискає «Почати», починається бій, і дві армії кидаються вперед, щоб атакувати одна одну. Як тільки будь-яка армія зазнає поразки, битва завмирає, і гравцеві повідомляють, хто став переможцем. Хоча армії зазвичай перемагають, перемагаючи всі ворожі одиниці, оновлення від травня 2020 року додало нові умови перемоги, наприклад виживання протягом певного часу або вбивство певного ворожого підрозділу. Під час битв, що тривають, гравці можуть рухати камерою по карті, щоб отримати кращий огляд бою, а також можуть уповільнити або заморозити час самостійно. З додаванням оновлення від травня 2019 року гравці також можуть «володіти» одиницями, керуючи ними вручну від третьої чи першої особи.
У грі понад 130 одиниць у чотирнадцяти фракціях, які здебільшого присвячені різним культурам та епохам історії людства. Деякі з цих одиниць приховані на різних картах, і гравець повинен їх знайти, перш ніж їх розблокувати. Багато одиниць мають особливі здібності, які є унікальними для них або вони спільні з декількома іншими, як-от політ, відхилення снаряда та телепортація. У грі є нове оновлення. «Оновлення Fantasy Good and Evil» містить фантастичний конфлікт між добром і злом. Карти в грі зосереджені навколо тих самих тем, що й фракції, і відрізняються за розміром і географією. Загалом у грі є двадцять карт із двадцятьма двома додатковими картами «Симуляції».
Гравці можуть створювати власні сценарії битв, вибираючи з будь-яких доступних одиниць, карт і умов перемоги. Оновлення від грудня 2020 року додало Unit Creator, де гравці можуть створювати власні одиниці, надаючи їм здібності, одяг і зброю з уже існуючих одиниць TABS, а також додаткових підрозділів Totally Accurate Battlegrounds і Totally Accurate Battle Zombielator. І власними битвами, і одиницями можна поділитися з іншими гравцями через ігрову майстерню. Повний випуск гри у квітні 2021 року додав як онлайн, так і локальний багатокористувацькі режими, а також досягнення. У новому оновленні від 3 листопада 2021 року додано інструмент для створення карт, що дозволяє гравцям створювати власні поля битв.

## Розвиток
Гра була створена під час тижневого ігрового джему в шведському замку. Гра розроблена з використанням ігрового движка Unity. Landfall Games випустили завантаження для людей, які зареєструвалися на їх веб-сайті в липні 2016 року Гра була випущена у відкритій альфа-версії в листопаді 2016 року, а закрита альфа-версія була випущена в грудні 2016 року. Повна версія гри була випущена в ранньому доступі в Steam 1 квітня 2019 року для Microsoft Windows і macOS.
9 червня 2019 року на конвенції E3 Xbox оголосив через свою програму Indie Developers, що TABS з'явиться на Xbox One у Xbox Game Pass пізніше того ж року. Він був випущений через Xbox Game Preview 20 грудня 2019 року. 1 квітня 2020 року було випущено безкоштовний вміст (DLC) для гри під назвою Bug DLC; протягом обмеженого часу гравці могли купити DLC, причому половина зібраних грошей була передана Лікарям без кордонів.
1 квітня 2021 року гра вийшла з раннього доступу для Windows і Mac. Повна версія для Xbox One була випущена 5 жовтня 2021 року. Порт гри для Nintendo Switch був випущений у листопаді 2022 року. Landfall Games у співпраці з XD зараз розробляє порт для iOS та Android.

## Відгуки
Гра отримала загалом позитивні відгуки. Його називали «яскравим і безглуздим поглядом на хаотичний бій», а його «дурнувату графіку та хистку фізику тіла» вважали частиною «чарівної привабливості реалістичного симулятора». Гру також описали як «геніальну у своїй простоті» та «видатну». Також гра має рейтинг 97 % в Steam.

## Спінофи
1 квітня 2017 року та 5 червня 2018 року вийшли два допоміжні частини: Totally Accurate Battle Zombielator, пародія на жанр survival horror, і Totally Accurate Battlegrounds, пародія на жанр Battle Royale.